# Президентские выборы в Уганде (2001)
Президентские выборы в Уганде проходили 12 марта 2001 года. Победу одержал президент Йовери Кагута Мусевени, за которого проголосовало 69% избирателей. Политические партии в Уганде были запрещены, поэтому все кандидаты выдвигались как независимые. Явка составила 70,3%.

## Результаты
| Кандидат                                                                               | Голоса     | %     |
| -------------------------------------------------------------------------------------- | ---------- | ----- |
| Йовери Кагута Мусевени                                                                 | 5 123 360  | 69,33 |
| Кизза Бесидже                                                                          | 2 055 795  | 27,82 |
| Аггрей Авори                                                                           | 103 915    | 1,41  |
| Кибиридж Мэйанья                                                                       | 73 790     | 1,00  |
| Фрэнсис Бвенги                                                                         | 22 751     | 0,31  |
| Каруханга Чапаа                                                                        | 10 080     | 0,14  |
| Недействительных/пустых бюллетеней                                                     | 186 453    | –     |
| Всего                                                                                  | 7 576 144  | 100   |
| Зарегистрированных избирателей/Явка                                                    | 10 775 836 | 70,31 |
| Источник: African Elections Database Архивная копия от 2 марта 2016 на Wayback Machine |            |       |